# Fliegerhorst Göppingen
Der Fliegerhorst Göppingen war ab dem Jahr 1930 ein kleiner ziviler Flugplatz, der im Jahr 1933 zum Militärflugplatz wurde. Ein Jahr darauf wurde beschlossen, auf dem Flugplatz ein Nahaufklärungsgeschwader zu stationieren. Heute befindet sich an dem Standort der Göppinger Stadtteil Stauferpark.

## Geschichte
Der Fliegerhorst Göppingen verfügte über einen Leithorst mit Grasnarbe und zwei befestigten Startrampen. Im Februar 1935 wurde als erste fliegende Einheit die Aufklärungsgruppe 315 hierher verlegt, die dann im April 1936 in Aufklärungsgruppe 115 umbenannt wurde. Diese wiederum wurde im Oktober 1937 in die Aufklärungsgruppe 15 umgewandelt und am 1. November 1938 aufgelöst. Am 1. November 1938 wurde hier der Stab des Aufklärungsgeschwader 13 aufgestellt. Ab Januar 1939 lag hier zusätzlich noch die Aufklärungsgruppe 13 mit der 1. bis 5. Staffel, ausgestattet mit der Henschel Hs 126. Nach Kriegsbeginn verlegte man diese Staffeln alle an die Front. Der Fliegerhorst diente hauptsächlich als Versorgungslager für Fronteinheiten. Im Jahre 1941 wurde eine Flugzeugführerschule mit 30 verschiedenen Flugzeugtypen gegründet. Der Flugplatz blieb während des gesamten Krieges intakt. Nach dem Krieg wurden ehemalige Kriegsgefangene dort untergebracht. Die US Army übernahm den Flugplatz im Jahr 1946 und stationierte auf ihm das 41. Infanterieregiment, die Cooke Barracks. 1992 gab die US Army die Kaserne auf.
Von 1940 bis 1944 diente der Flugplatz Göppingen-Bezgenriet als Scheinflugplatz, der feindliche Flugzeuge ablenken sollte.

## Sonstiges
Auf dem Gelände befindet sich heute das Industriegebiet Stauferpark. Jährlich wird dort ein Mittelaltermarkt veranstaltet.